# Tipula (Eremotipula) schusteri
Tipula (Eremotipula) schusteri is een tweevleugelige uit de familie langpootmuggen (Tipulidae). De soort komt voor in het Nearctisch gebied.